# Gadir Hum
Gadīr Hum (arabsko ﻏﺪﻳﺮ ﺧﻢ, latinizirano: Ġadīr Ḫumm) je ime nenaseljenega kraja na pol poti med Meko in Medino, kjer je v času preroka Mohameda obstajal ribnik ali močvirje (ghadīr). Kraj, ki leži 200 km severno od Meke v Vadi Rabigu, je pomemben, ker je po islamskem izročilu Mohamed malo pred svojo smrtjo leta 632  pred domnevno več kot 100.000 počivajočimi muslimani prijel za roko svojega bratranca Alija ibn Abi Taliba in razglasil: "Kogarkoli sem gospodar, je tudi Ali kot njegov gospodar" (arabsko man kuntu maulā-hu fa-ʿAlī maulā-hu). 
Šiiti menijo, da te besede označujejo Alija za zakonitega prerokovega naslednika. Mohamedova izjava je zapisana tudi v nekaterih sunitskih zbirkah hadisov, vendar ga razlagajo drugače.
Dan, ko je Mohamed dal to izjavo, je na splošno datiran na 18. dhu l-hijjah leta 10 po hidžri (16. marec 632). Kasnejše šiitske dinastije, Bujidi in Fatimidi,  so zato razglasile 18. dhu l-hijjah za praznik ali državni praznik.  Dan Gadir Huma še danes velja za enega najpomembnejših šiitskih praznikov. 
Hadis Gadir Hum obstaja v številnih različicah, od katerih so nekatere močno olepšane. Po različici o šiitskih imamih, ki jo iranski učenjak Abu l-Maali navaja v svoji Kitāb Bayān al-adyān, napisani leta 1092, je Mohamed v svojem govoru v Gadir Humu jasno pokazal velik pomen prerokove družine za odrešitev človeštva z naslednjo sliko: Bog je ustvaril številna drevesa. Mohamed in Ali sta bila eno drevo, na katerem  je Mohamed tvoril korenine, Ali deblo, njegova sinova Hasan in Husein plodove, šiiti pa veje in liste. Kdor se oprime teh vej, bo rešen, kdor tega ne bo storil, bo propadel.

## Vira
- Laura Veccia Vaglieri: Art. Ghadīr Khumm in Encyclopaedia of Islam. Second Edition. Bd. II., S. 993f.
- John L. Esposito. »Artikel „Ghadir Khumm"«. The Oxford Dictionary of Islam (v angleščini). Oxford University Press. Arhivirano 2015-06-26 na Wayback Machine.